# Akai Tori
Akai Tori (jap. 赤い鳥, dt. „Roter Vogel“) war eine japanische Literaturzeitschrift, die vom Kinderbuchautor Suzuki Miekichi gegründet und von 1917 bis 1936 herausgegeben wurde. Insgesamt wurden bis zum Tode Miekichis 1936 mit dreimaliger kurzer Unterbrechung, etwa 1923 wegen des Kantō-Erdbebens, 196 Ausgaben publiziert. Sie gilt als sehr einflussreich auf die entstehende japanische Kinderliteratur und -musik der Moderne.
Autoren wie Kikuchi Kan, Saijō Yaso, Tanizaki Jun’ichirō, Miki Rofū u. a. veröffentlichten Werke in der Akai Tori. Neben der Akai Tori entstanden mit der Zeitschrift Kin no fune (金の船) von Saitō Sajirō 1919 und mit der Dōwa (童話) von Chiba Shōzō 1920, im gleichen Zeitraum zwei weitere Zeitschriften für Kinderliteratur. So wurde auch das von Narita Tamezō vertonte und von Saijō Yaso geschriebene Märchen Kanariya (かなりや, etwa: „Kanarienvogel“) erstmals in der Maiausgabe der Akai Tori von 1919 veröffentlicht.
Weitere bedeutsame Werke, die in der Akai Tori erschienen sind:
- Akutagawa Ryūnosuke Kumo no ito (蜘蛛の糸)
  - dt. „Der Faden der Spinne“. Aus dem Japanischen von Heinz Brasch, in: Japan erzählt. Hrsg. von Margarete Donath, Fischer Taschenbuch Verlag, Frankfurt am Main 1990
- Arishima Takeo Hitofusa no budō (一房の葡萄)
- Niimi Nankichi Gon kitsune (ごん狐)
  - dt. „Füchslein Gon – Die rote Kerze – Der Streuner“. Aus dem Japanischen von Christoph Zeller, in: Kleine Reihe der Mori-Ôgai-Gedenkstätte der Humboldt-Universität zu Berlin, Band 61. Berlin 2014

Mit der Akai Tori sind zudem drei Preise verbunden: der Literaturpreis Roter Vogel, der „Akai-Tori-Illustrationspreis“ (赤い鳥さし絵賞) und der „Niimi-Nankichi-Jugendliteraturpreis“ (新美南吉児童文学賞).